# Rhopalopsole elongata
Rhopalopsole elongata är en bäcksländeart som först beskrevs av Kawai 1967.  Rhopalopsole elongata ingår i släktet Rhopalopsole och familjen smalbäcksländor. Inga underarter finns listade i Catalogue of Life.